# 蓝鸨属
蓝鸨属（学名：Eupodotis）是鸨科下的一个属。

## 下属物种
本属包括以下物种：
- 蓝鸨 Eupodotis caerulescens (Vieillot, 1820)
- 白腹鸨 Eupodotis senegalensis (Vieillot, 1820)